# 명동 부르스
"명동 부르스"는 1970년 공개된 대한민국의 영화이다.

## 배역
- 박노식
- 김희라
- 황해